# Markku Komonen
Markku Urmas Johannes Komonen, född 14 augusti 1945 i Villmanstrand, är en finländsk arkitekt. 
Komonen utexaminerades från Tekniska högskolan i Helsingfors 1974 och startade därefter tillsammans med Mikko Heikkinen arkitektbyrån Arkkitehtuuritoimisto Heikkinen-Komonen Oy. De fick internationellt genombrott i arkitekttävlingen för vetenskapscentret Heureka i Vanda (byggt 1988) och räknas till Finlands internationellt mest uppmärksammade moderna arkitekter. De har tillsammans utfört omfattande projekt i utlandet. Deras avskalade, rena arkitektur med ytterst noggrant utförda, konstruktiva detaljer är elegant och närmast minimalistisk. Komonen var även speciallärare vid Tekniska högskolans arkitektavdelning 1974–1978 och blev professor där 1992. Han var huvudredaktör för tidskriften Arkitekten 1977–1981 och direktör för utställningsavdelningen vid Finlands arkitekturmuseum 1978–1986.